# Пріба
Пріба (рум. Priba) — село у повіті Вилча в Румунії. Адміністративно підпорядковане місту Римніку-Вилча.
Село розташоване на відстані 158 км на північний захід від Бухареста, 3 км на північний захід від Римніку-Вилчі, 98 км на північний схід від Крайови, 115 км на південний захід від Брашова.

## Населення
За даними перепису населення 2002 року у селі проживали 16 осіб, усі — румуни. Усі жителі села рідною мовою назвали румунську.